# Новое Матюшкино
Новое Матюшкино — село в Чердаклинском районе Ульяновской области России. Входит в состав Богдашкинского сельского поселения.

## География
Село находится в западной части Левобережья, в лесостепной зоне, в пределах Низкого Заволжья, к северу от железнодорожной линии Димитровград — Ульяновск, на расстоянии примерно 20 километров (по прямой) к востоку от посёлка городского типа Чердаклы, административного центра района.
Климат
Климат характеризуется как умеренно континентальный, с тёплым летом и умеренно холодной зимой. Средняя температура воздуха самого тёплого месяца (июля) — 20 °C (абсолютный максимум — 39 °C); самого холодного (января) — −13,8 °C (абсолютный минимум — −47 °C). Продолжительность безморозного периода составляет в среднем 131 день. Среднегодовое количество атмосферных осадков составляет 406 мм. Снежный покров образуется в конце ноября и держится в течение 145 дней.
Часовой пояс
Село Новое Матюшкино, как и вся Ульяновская область, находится в часовой зоне МСК+1. Смещение применяемого времени относительно UTC составляет +4:00.

## История
В 1859 году деревня Новое Матюшкино (Барское Матюшкино), входила в состав 2-го стана Ставропольского уезда Самарской губернии.

## Население
| 1859 | 1889  | 1897 | 1910  | 2010 |
| ---- | ----- | ---- | ----- | ---- |
| 1091 | ↗1302 | ↘975 | ↗1142 | ↘103 |

Национальный состав
Согласно результатам переписи 2002 года, в национальной структуре населения мордва составляла 43 % из 151 чел., русские — 37 %.